# Msasani
Msasani è una penisola della Tanzania, appartenente al territorio della città di Dar es Salaam, e in particolare al distretto di Kinondoni. Prende il nome dal villaggio di Msasani, (noto anche come Namanga), 6 km a nord di Dar, che prima dell'avvento del colonialismo era l'unico insediamento presente sulla penisola.
La penisola è una zona di Dar particolarmente ricca di attività commerciali e ricreative (negozi, ristoranti, saloni di bellezza, pub, e via dicendo), e comprende un grande bazar di artigianato locale. La maggior parte delle strutture turistiche e ricreative sulla costa sono state costruite durante il periodo di liberalizzazione edilizia seguito all'elezione del presidente Ali Hassan Mwinyi. È anche una zona residenziale di lusso, con grandi ville (in genere di proprietà di funzionari governativi o altri membri dell'élite tanzaniana) circondate da filo spinato e sorvegliate da askari, spesso di etnia masai.
Pur essendo territorialmente incluso in Dar es Salaam, Il villaggio di Msasani, situato nella parte sudoccidentale della penisola, ha mantenuto l'aspetto e le caratteristiche di un villaggio tradizionale di pescatori swahili.
Il trasporto pubblico è fornito da un servizio di daladala il cui capolinea a Msasani è costituito dall'albergo Sea Cliff Hotel.
La spiaggia sassosa di Coco Beach è un luogo ricreativo abbastanza popolare presso gli abitanti di Dar, nonostante siano stati riportati in passato alcuni attacchi di squali.
Da Msasani partono i dhow a motore per l'isola di Bongoyo, una delle principali attrazioni naturalistiche della zona di Dar.